# Kalambo
Le Kalambo est une rivière coulant en Tanzanie et en Zambie et un affluent du Lac Tanganyka, donc un sous-affluent du fleuve le Congo.

## Géographie
Il prend sa source, en Tanzanie, à 1 800 m d'altitude sur les hauts plateaux au nord-est de Mbala. Il descend ensuite vers l'ouest pour rejoindre le lac Tanganyika, à son extrémité sud-est, à une altitude de 770 m. Avant son entrée dans le lac Tanganyika, le Kalambo marque la frontière entre la Tanzanie et la Zambie
En raison de l'important dénivelé (1 030 m) sur un parcours assez faible (50 km), le cours du Kalambo est rythmé par les chutes de Kalambo.